# Adrià Collado
Adrià Collado (Barcelona, 3 d'agost de 1972) és un actor i empresari català. L'any 1998 va ser nominat al Premi Butaca al millor actor català de cinema.

## Biografia
Quan estudiava a la Universitat va descobrir la seva passió per la interpretació, ja que va començar a fer-ne classes arran que els seus companys l'animessin a fer-ho per tal de superar la seva timidesa. Va fer treballs esporàdics com a Tal como era Adrià Collado a Fotogramas per tal de poder-se pagar aquestes classes. Es va llicenciar en Geografia, Història i Antropologia social i cultural a la Universitat Autònoma de Barcelona.
Va debutar professionalment al teatre, amb obres com Eduardo II o Salvats(d'Edward Bond, i direcció de Josep Maria Mestres), en la qual assegura que hi ha l'escena més dura que ha hagut d'interpretar mai: l'assassinat d'un nen.
Fent teatre es va descobrir, i així va començar al món de la televisió, en sèries com Poblenou i Estació d'enllaç. Va sobresaltar a la pantalla gran el 1994, amb Transeúntes de Luis Aller.
Malgrat això, no va ser fins al 1998, amb Mensaka, on compartia cartell amb Lola Dueñas, Tristán Ulloa i Guillermo Toledo, entre d'altres, que realment va guanyar popularitat. D'aleshores ençà va començar una carrera de gran èxit, amb papers com el de Federico García Lorca a Buñuel y la mesa del rey Salomón (2001) o el de Fernando Navarro, l'advocat homosexual de la sèrie Aquí no hay quien viva, fent de parella de Mauri (interpretat per Luis Merlo). Després va treballar a la sèrie La que se avecina, hereva d'Aquí no hay quien viva, interpretant a l'actor Sergio Arias.
El 2013 va rodar Dos a la carta, la segona pel·lícula de Robert Bellsolà, juntament amb Sergi López i Melani Olivares. Hi ha diversos cameos, com el del músic gallec Carlos Núñez.
Continua desenvolupant la seva carrera tant en la televisió com en el cinema. Combina aquests treballs amb un projecte que desenvolupa al costat de la seva germana, dirigint un restaurant de menjar japonès al barri de Gràcia de Barcelona.

## Filmografia[Cal actualitzar]
| Any  | Pel·lícula                               | Director                        |
| ---- | ---------------------------------------- | ------------------------------- |
| 1994 | El perquè de tot plegat                  | Ventura Pons                    |
| 1995 | Evita                                    | Alan Parker                     |
| 1995 | Pareja de tres                           | David Frankel                   |
| 1998 | Mensaka                                  | Salvador García Ruiz            |
| 1998 | Atomic Blonde                            | Alfonso Albacete i David Menkes |
| 1999 | Sobreviviré                              | Alfonso Albacete i David Menkes |
| 1999 | El corazón del guerrero                  | Daniel Monzón                   |
| 1999 | Pourquoi pas moi ?                       | Stéphane Giusti                 |
| 2000 | The Art of Dying. A Journey to Elsewhere | Álvaro Fernández Armero         |
| 2001 | Buñuel y la mesa del rey Salomón         | Carlos Saura                    |
| 2002 | El sueño de Ibiza                        | Igor Fioravanti                 |
| 2002 | Fumata blanca                            | Miquel García Borda             |
| 2003 | Bloody Mallory                           | Julien Magnat                   |
| 2003 | Cambra obscura                           | Pau Freixas                     |
| 2004 | La mirada violeta                        | Nacho Pérez i Jesús Ruiz        |
| 2005 | Aislados                                 | David Marqués                   |
| 2006 | Kilómetro 31                             | Rigoberto Castañeda             |
| 2006 | El síndrome de Svenson                   | Kepa Sojo                       |
| 2006 | Está en el aire                          |                                 |
| 2006 | Proyecto Dos                             | Guillermo Fernández Groizard    |
| 2006 | Para entrar a vivir                      | Jaume Balagueró                 |
| 2010 | Desechos                                 | David Marqués                   |
| 2010 | Viaje mágico a África                    | Jordi Llompart                  |
| 2013 | Cenizas                                  | Llorenç Castanyer               |
| 2014 | Dos a la carta                           | Robert Bellsolà                 |
| 2014 | Perdona si te llamo amor                 | Joaquín Llamas                  |
| 2017 | Si fueras tú, la película                | Joaquín Llamas                  |

## Curtmetratges[Cal actualitzar]
| Año  | Curt                |
| ---- | ------------------- |
| 1995 | Estocolmo           |
| 1998 | Viaje a la luna     |
| 1999 | Ya pronto hará frío |
| 2003 | Comarcal 130        |
| 2005 | Elisa Guzmán        |
| 2016 | Estrella Damm       |

## Televisió[Cal actualitzar]
| Any               | Sèrie/telefilm                      | Personatge                |
| ----------------- | ----------------------------------- | ------------------------- |
| 1992              | Oh! Espanya                         |                           |
| 1994              | Poble Nou                           |                           |
| 1995-1996         | Estació d'enllaç                    | Joan / Skin / Patrick     |
| 1996              | Un amor clar-obscur                 |                           |
| 1997              | La saga de los Clark                | Randy                     |
| 1997              | El joc de viure                     | Ignasi                    |
| 1998              | Hermanas                            | Alberto                   |
| 2000              | Andorra. Entre el torb i la Gestapo | Jack                      |
| 2000              | Des del Balcó                       |                           |
| 2003, 2005 - 2006 | Aquí no hay quien viva              | Fernando Navarro          |
| 2005              | Projecte Cassandra                  | Eduard                    |
| 2006              | Para entrar a vivir                 | Mario                     |
| 2007 - 2008, 2013 | La que se avecina                   | Sergio Arias              |
| 2009              | Cuestión de sexo                    | Toni                      |
| 2010 - 2011       | Gavilanes                           | Álvaro Costa              |
| 2014 - 2017       | La Riera                            | Omar Vila                 |
| 2017              | Si fueras tú                        | Miguel Alonso (Web serie) |
| 2018              | Servir y proteger                   | Jesús Merino              |
| 2018              | Sabuesos                            | Salva Tébar Prieto        |